# Llimonada suïssa

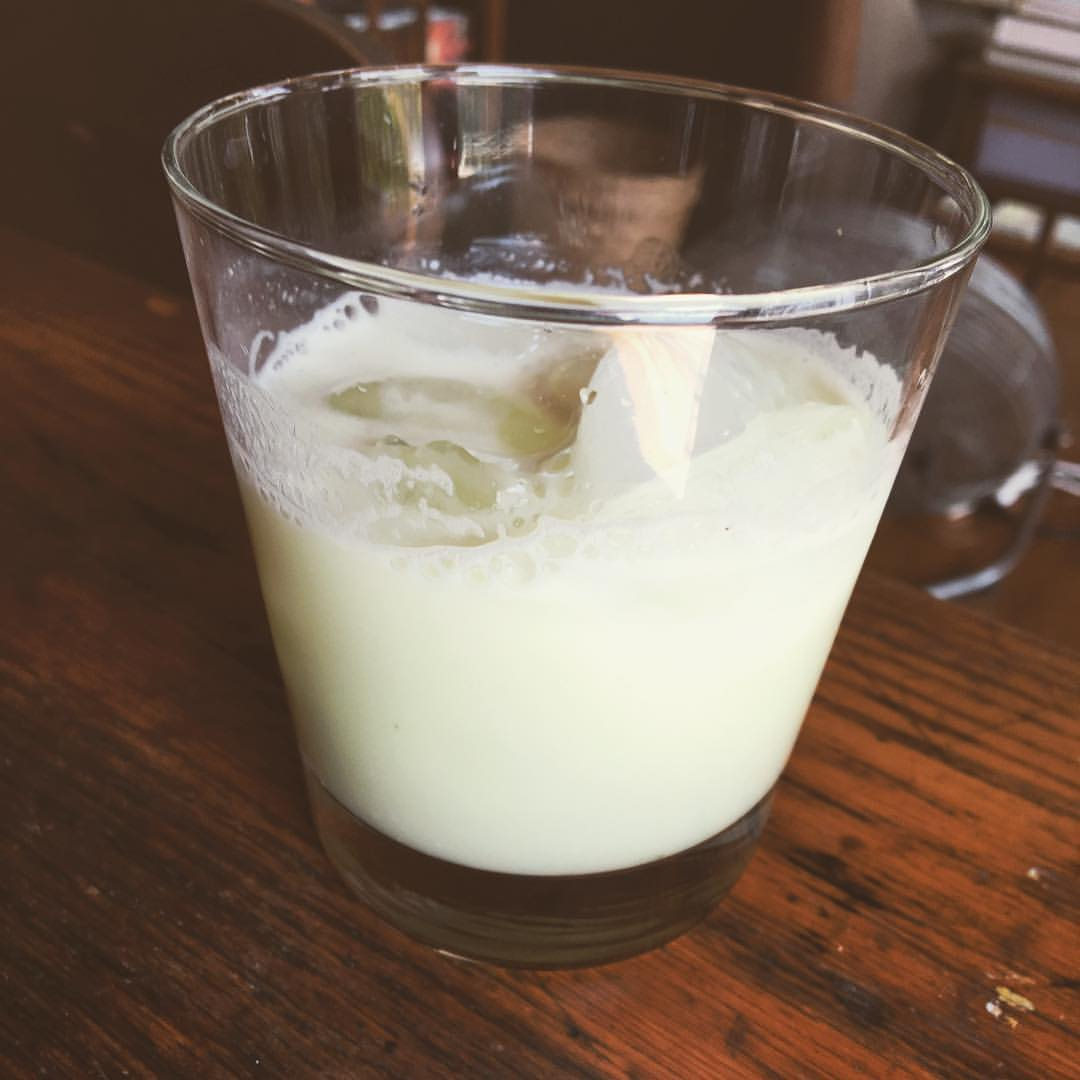
Llimonada suïssa amb llet condensada

La llimonada suïssa és una beguda freda a base de llimona dolça. Contràriament al que pot semblar pel seu nom, és originària del Brasil (en portuguès, limonada suíça).
Es prepara amb llimona de Pèrsia (limão-taiti), aigua, glaçons de gel i sucre o edulcorant, opcionals. Els ingredients es barregen en una batedora elèctrica i després s'ha de colar. Idò, a diferència d'una llimonada tradicional, no s'obté esprement la fruita i no se n'extreu la pell (però sí la part blanca central). La textura també canvia, ja que la batedora fa que el líquid quedi escumós. Hi ha diverses adaptacions de la llimonada suïssa, com la que incorpora fulles de menta a la batedora o la que substitueix el sucre per llet condensada.
Existeixen diverses versions sobre la procedència del seu nom, com que la recepta va sorgir en una escola de cuina de Suïssa o que l'hauria creat a São Paulo un migrant provinent d'aquell país centreeuropeu.